# Grzegorz Jankowski (reżyser)
Grzegorz Jankowski (ur. 26 września 1973 w Warszawie) – polski reżyser filmowy i telewizyjny, scenarzysta, dokumentalista. Reżyser filmu Polskie gówno, pomysłodawca i współscenarzysta filmu Chrzest. Reżyser programów telewizyjnych Po godzinach, Łossskot, Siara w kuluarach oraz cyklu dokumentalnego Szlakiem Kolberga.

## Życiorys
Wychowywał się na warszawskim Bródnie, gdzie uczęszczał do szkoły podstawowej i liceum. Grał w piłkę nożną w juniorach warszawskiego klubu UKS Varsowia Warszawa. Studiował dziennikarstwo na Uniwersytecie Warszawskim. Był w pierwszej grupie absolwentów Mistrzowskiej Szkoły Reżyserii Filmowej Andrzeja Wajdy (rocznik 2002/2003).

## Telewizja
W 1993 roku przerwał studia i rozpoczął pracę w Telewizyjnej Agencji Sportowej. Tam tworzył programy poświęcone ekstremalnym i mniej popularnym sportom: Sportowe Hobby i Na sportowo odlotowo. W 1996 roku uczestniczył w wyprawie na Cerro Torre jako korespondent TVP i wysłannik sponsora wyprawy, którym była Pepsi Max (kampania Szczyt na Maxa).
Pierwszym programem poza redakcją sportową były Swojskie Klimaty, dla których przygotowywał krótkie formy dokumentalne. W latach 90. współpracował z programem Goniec Kulturalny. W latach 2002–2003 reżyserował Studio otwarte cybernetyki 7 dla TV Plus.

### Po godzinach i Łossskot!
W 2005 roku reżyserował Po godzinach a w latach 2006–2009 Łossskot! dla TVP1.  W obu programach zostało pokazane innowacyjne podejście do prezentacji kultury w telewizji. Nowoczesne i bardziej przystępne formuły, nastawione były na popularyzacje trudnych treści. W 2007 wyreżyserowany przez Jankowskiego odcinek Łossskot! otrzymał Nagrodę Srebrnej Tablicy na 43. Międzynarodowym Konkursie Produkcji Telewizyjnej w Chicago (Hugo Television Awards) w kategorii magazyn informacyjny.
Reżyserował również programy kulturalne: Hurtowania książek (TVP1), Sieć i idź (TVP Kultura), Lubię to 2011(TVP1), WOK Wszystko o kulturze (TVP2), Śniadanie na trawie (TVP2), Nienasyceni 2016 – 2017 (TVP Kultura).
W 2010 roku był twórcą i reżyserem programu Siara w kuluarach (TVP1), którego realizacja została wstrzymana decyzją Kancelarii Sejmu o nie wydaniu kart wstępu.
Od 2014 roku realizuje cykl dokumentalny poświęcony muzykom ludowym Szlakiem Kolberga (TVP Kultura), którego jest reżyserem i współpomysłodawcą.

### Teatr Telewizji
W 2019 roku reżyserował i był współscenarzystą monodramu telewizyjnego "Ziemia uderzyła o piłkę" Redbad Klynstra-Komarnickiego, który powstał na podstawie monodramu teatralnego "Matko Jedyna" tego samego autora.

## Film
Pomysłodawca i współautor scenariusza do filmu Chrzest w reżyserii Marcina Wrony.  W 2011 roku na Festival international du film d'amour de Mons, otrzymał nagrodę za najlepszy scenariusz.

Reżyser filmu Polskie gówno, o nowatorskiej formule łączącej w sobie elementy dokumentu fabularyzowanego, musicalu i czarnej komedii. W jednym z wywiadów Jankowski tak opisywał przesłanie filmu:
To film o ludziach, którzy nie mają łokci. Nasi bohaterowie są zdolni, wrażliwi, ale nie mają łokci, nie mają pewności siebie. A teraz jest czas ludzi pewnych siebie, nieważne, co   prezentujesz, ważne: jak się prezentujesz.
W 2014 roku z niejasnych powodów film nie znalazł się w głównym konkursie 39. Festiwalu Polskich Filmów Fabularnych w Gdyni. Został umieszczony w nowej sekcji Inne Spojrzenie i otrzymał  nagrodę publiczności. Paweł Felis określił film mianem fimowej bomby festiwalu, w tym samym tekście na łamach Gazety Wyborczej napisał: Pojawiła się na festiwalu teza, że Polskie gówno nie mogło znaleźć się w konkursie, bo wykosiłoby konkurencję. Całkiem możliwe.
W  2015 roku na Koszalińskim Festiwalu Debiutów Filmowych Młodzi i Film został uhonorowany Grand Prix Wielki Jantar za bezpretensjonalność, wściekłą szyderczość, spójność estetyczną, wytrwałość i niezwykły ładunek energii. W 2016 był nominowany do Nagrody im. Krzysztofa Krauzego przyznawanej przez Gildie Reżyserów Polskich.

## Dokument
W latach 1998–1999 był współreżyserem i współscenarzystą serii dokumentalnej Filmy o filmach. W 1999 roku był współscenarzystą i współreżyserem filmu dokumentalnego Dług epilog, w którym przebywający w więzieniu Artur Bryliński i Sławomir Sikora, oglądali po raz pierwszy film Dług Krzysztofa Krauzego, oparty na historii podwójnego morderstwa, którego dokonali.
Od 2014 roku realizuje cykl dokumentalny poświęcony muzykom ludowym Szlakiem Kolberga (TVP Kultura), którego jest reżyserem i współpomysłodawcą.
W 2019 roku w ramach serii „Swoją Drogą” był reżyserem i scenarzystą dwóch filmów dokumentalnych: „Tylko krew” którego bohaterem jest Adam Kownacki oraz „Spokój” z udziałem Kasi Kołodziejskiej i Szczepana Twardocha.
W 2021 roku zrealizował dokument „Putosze z Żywca” oraz serię 12 dokumentów „Mieszczanie żywieccy”.

## Kampanie społeczne i reklama
W 2016 roku w ramach kampanii Pierwszy krok w drugą młodość Voltaren Max (GlaxoSmithKline Consumer Healthcare), wyreżyserował reklamę leku i program Zatrzymaj chwilę (TVP1). W 2017 roku kampania została nagrodzona dwukrotnie Srebrnym Effie Awards w kategorii leki i suplementy diety oraz branded content. W 2017 roku reżyserował i był współscenarzystą cyklu reportaży Podziękuj niedocenionym (Polsat), który był częścią kampanii świątecznej Powiedz Dziękuję z Coca – Cola marki Coca-Cola. W 2018 roku reżyserował cykl Aż chce się żyć (Polsat), w ramach kampanii społecznej 9 milionów powodów, sponsorowanej przez markę Corega (GlaxoSmithKline Consumer Healthcare).

## Teledyski
W 2009 roku we współpracy z Muzeum Powstania Warszawskiego i Fundacją Pamiętamy zrealizował teledysk do piosenki Myśmy Rebelianci wykonywanej przez zespół De Press, odnoszący się do historii żołnierzy wyklętych. Zrealizował również video wizytówki dla Młody Tancerz Roku 2017 (TVP Kultura), Młody Muzyk Roku 2018 (TVP Kultura).